# Who Dares Wins (René Froger)
Who dares wins is het debuutalbum van René Froger. In het voorjaar van 1984 werd de eerste single van Froger uitgegeven, getiteld "My hitparade", een medley van Tony Christie-hits. De single deed echter niets en werd later in het jaar opnieuw uitgebracht, met een Nederlandstalige B-kant. In 1985 tekende Froger bij het platenlabel CNR Records en bracht de single "Ik zie het wel zitten" uit. Ook deze single bracht geen succes. In 1987 kwam Frogers wens uit om een Engelstalig album op te nemen en werd de tipparade gehaald met Love Leave Me. Een jaar later scoorde hij zijn eerste hit met "Winter in America" (een vertolking van een lied van Doug Ashdown). De single bereikte de vijfde plaats in de Top 40.
Froger kwam na het succes van "Winter in America" met zijn debuutalbum Who Dares Wins in 1988. Het album werd goed ontvangen en ging eind 1988 voor de vijftigduizendste maal over de toonbank, Froger mocht om die reden zijn eerste gouden plaat in ontvangst nemen. De hieropvolgende singles van het album kwamen daarentegen niet verder dan de Tipparade.

## Tracklist
1. Who dares wins
2. See you on sunday
3. Winter in America
4. Amsterdam (my lady)
5. No one can break a heart like you
6. No regrets
7. Love leave me
8. Lady lay down
9. Say the world
10. Comin' in and out of your life
11. Trust a friend
12. We're all alone

## Hitnotering

### Who Dares Wins (album)
Nederlandse Album Top 100
| Positie: | 25 | 17 | 17 | 28 | 34 | 32 | 31 | 62 | uit | 63 | 68 | 56 | 49 | 43 | 25 | 22 | 10 | 8 | 8 | 12 | 17 | 28 | 31 | 32 | 29 | 52 | 72 | 85 | uit |

### Love Leave Me (single)
| Hitnotering: 18-07-1987 t/m 05-09-1987 | Hitnotering: 18-07-1987 t/m 05-09-1987 | Hitnotering: 18-07-1987 t/m 05-09-1987 | Hitnotering: 18-07-1987 t/m 05-09-1987 | Hitnotering: 18-07-1987 t/m 05-09-1987 | Hitnotering: 18-07-1987 t/m 05-09-1987 | Hitnotering: 18-07-1987 t/m 05-09-1987 | Hitnotering: 18-07-1987 t/m 05-09-1987 | Hitnotering: 18-07-1987 t/m 05-09-1987 | Hitnotering: 18-07-1987 t/m 05-09-1987 |
| Week                                   | 1                                      | 2                                      | 3                                      | 4                                      | 5                                      | 6                                      | 7                                      | 8                                      |                                        |
| -------------------------------------- | -------------------------------------- | -------------------------------------- | -------------------------------------- | -------------------------------------- | -------------------------------------- | -------------------------------------- | -------------------------------------- | -------------------------------------- | -------------------------------------- |
| Nummer                                 | 68                                     | 51                                     | 39                                     | 39                                     | 43                                     | 42                                     | 73                                     | 87                                     | uit                                    |

### Winter In America (single)
| Hitnotering: 05-03-1988 t/m 28-05-1988 | Hitnotering: 05-03-1988 t/m 28-05-1988 | Hitnotering: 05-03-1988 t/m 28-05-1988 | Hitnotering: 05-03-1988 t/m 28-05-1988 | Hitnotering: 05-03-1988 t/m 28-05-1988 | Hitnotering: 05-03-1988 t/m 28-05-1988 | Hitnotering: 05-03-1988 t/m 28-05-1988 | Hitnotering: 05-03-1988 t/m 28-05-1988 | Hitnotering: 05-03-1988 t/m 28-05-1988 | Hitnotering: 05-03-1988 t/m 28-05-1988 | Hitnotering: 05-03-1988 t/m 28-05-1988 | Hitnotering: 05-03-1988 t/m 28-05-1988 | Hitnotering: 05-03-1988 t/m 28-05-1988 | Hitnotering: 05-03-1988 t/m 28-05-1988 | Hitnotering: 05-03-1988 t/m 28-05-1988 |
| Week                                   | 1                                      | 2                                      | 3                                      | 4                                      | 5                                      | 6                                      | 7                                      | 8                                      | 9                                      | 10                                     | 11                                     | 12                                     | 13                                     |                                        |
| -------------------------------------- | -------------------------------------- | -------------------------------------- | -------------------------------------- | -------------------------------------- | -------------------------------------- | -------------------------------------- | -------------------------------------- | -------------------------------------- | -------------------------------------- | -------------------------------------- | -------------------------------------- | -------------------------------------- | -------------------------------------- | -------------------------------------- |
| Nummer                                 | 62                                     | 29                                     | 14                                     | 11                                     | 10                                     | 10                                     | 10                                     | 12                                     | 16                                     | 32                                     | 57                                     | 63                                     | 69                                     | uit                                    |

### Who Dares Wins (single)
| Hitnotering: 02-07-1988 t/m 30-07-1988 | Hitnotering: 02-07-1988 t/m 30-07-1988 | Hitnotering: 02-07-1988 t/m 30-07-1988 | Hitnotering: 02-07-1988 t/m 30-07-1988 | Hitnotering: 02-07-1988 t/m 30-07-1988 | Hitnotering: 02-07-1988 t/m 30-07-1988 | Hitnotering: 02-07-1988 t/m 30-07-1988 |
| Week                                   | 1                                      | 2                                      | 3                                      | 4                                      | 5                                      |                                        |
| -------------------------------------- | -------------------------------------- | -------------------------------------- | -------------------------------------- | -------------------------------------- | -------------------------------------- | -------------------------------------- |
| Nummer                                 | 87                                     | 71                                     | 58                                     | 53                                     | 92                                     | uit                                    |

### See You On Sunday (single)
| Hitnotering: 01-10-1988 t/m 29-10-1988 | Hitnotering: 01-10-1988 t/m 29-10-1988 | Hitnotering: 01-10-1988 t/m 29-10-1988 | Hitnotering: 01-10-1988 t/m 29-10-1988 | Hitnotering: 01-10-1988 t/m 29-10-1988 | Hitnotering: 01-10-1988 t/m 29-10-1988 | Hitnotering: 01-10-1988 t/m 29-10-1988 |
| Week                                   | 1                                      | 2                                      | 3                                      | 4                                      | 5                                      |                                        |
| -------------------------------------- | -------------------------------------- | -------------------------------------- | -------------------------------------- | -------------------------------------- | -------------------------------------- | -------------------------------------- |
| Nummer                                 | 73                                     | 59                                     | 49                                     | 58                                     | 75                                     | uit                                    |